# Großensee, Wartburg
Großensee là một đô thị trong huyện Wartburg ở bang Thüringen, Đức. Đô thị này có diện tích 3,27 km².